# Municipio de Lake George (Dakota del Norte)
El municipio de Lake George (en inglés: Lake George Township) es un municipio ubicado en el condado de McHenry en el estado estadounidense de Dakota del Norte. En el año 2010 tenía una población de 40 habitantes y una densidad poblacional de 0,43 personas por km².

## Geografía
El municipio de Lake George se encuentra ubicado en las coordenadas 48°3′31″N 100°25′14″O / 48.05861, -100.42056. Según la Oficina del Censo de los Estados Unidos, el municipio tiene una superficie total de 93.45 km², de la cual 91,29 km² corresponden a tierra firme y (2,31 %) 2,15 km² es agua.

## Demografía
Según el censo de 2010, había 40 personas residiendo en el municipio de Lake George. La densidad de población era de 0,43 hab./km². De los 40 habitantes, el municipio de Lake George estaba compuesto por el 100 % blancos. Del total de la población el 0 % eran hispanos o latinos de cualquier raza.